# 코소보의 마천루 목록
이 글은 코소보의 마천루 목록이다.

## 목록
| 순위 | 이름                   | 위치       | 높이 | 층수   | 완공일 |
| ---- | ---------------------- | ---------- | ---- | ------ | ------ |
| 1    | 두카 지니 레지던스     | 프리슈티나 | 100m | 25     |        |
| 2    | 프리 슈 티나 시티 센터 | 프리슈티나 | ??   | 28, 30 |        |
| 3    | 프라임 레지던스 II     | 프리슈티나 | ??   | 24, 25 |        |
| 4    | KW 센터                | 프리슈티나 | ??   | 24     |        |
| 5    | 도니카 2               | 프리슈티나 | ??   | 22     |        |
| 6    | 릴 린자 빌딩           | 프리슈티나 | 87m  | 19     | 1980년 |
| 7    | 고층 예술              | 프리슈티나 | ??   | 21     | 2019년 |
| 8    | 마리 고나 타워         | 프리슈티나 | ??   | 21     |        |
| 9    | 구 코소보 총리실       | 프리슈티나 | ??   |        |        |
| 10   | RTK 빌딩               | 프리슈티나 | ??   |        |        |
| 11   | EK 빌딩                | 프리슈티나 | ??   |        |        |
| 12   | 코소보 검찰관          | 프리슈티나 | ??   |        |        |
| 13   | 전기 통신 본부         | 프리슈티나 | ??   |        |        |
| 14   | 호텔 그랜드            | 프리슈티나 | 52m  | 14     | 1978년 |

## 같이 보기
- 발칸반도의 마천루 목록
- 유럽의 마천루 목록